# Walker (film)
Pour les articles homonymes, voir Walker.
Pour plus de détails, voir Fiche technique et Distribution.
Walker est un film hispano-mexicano-américain réalisé par Alex Cox, sorti en 1987.

## Synopsis
William Walker entre au Nicaragua à la tête de quelques aventuriers, pour fomenter un coup d'État, mandaté par un multi-millionnaire américain. Basé sur des idéaux républicains, l'aventurier s'enfonce vite dans la tyrannie...

## Fiche technique
- Titre : Walker
- Réalisation : Alex Cox
- Scénario : Rudy Wurlitzer
- Photographie : David Bridges
- Montage : Alex Cox, Carlos Puente
- Musique : Joe Strummer
- Direction artistique : Cecilia Montiel, Jorge Sainz
- Décors : Bruno Rubeo, Suzie Frischette, Bryce Perrin
- Costumes : Theda DeRamus, Pam Tait
- Son :	David Batchelor, Richard Beggs
- Casting : Miguel Sandoval, Victoria Thomas
- Producteur : Lorenzo O'Brien, Angel Flores Marini
- Sociétés de production : In-Cine Compañía Industrial Cinematográfica, Northern, Walker Films Limited
- Sociétés de distribution : Universal Pictures, Herald Ace (Japon)
- Budget : 6 000 000 $
- Pays de production :  États-Unis,  Mexique,  Espagne
- Langue : anglais, espagnol
- Format : Couleurs — 35 mm — 1,85:1 — Son : Dolby Stereo
- Genre : Film dramatique, >Film biographique, Film historique
- Durée : 94 minutes
- Dates de sortie : 
  - États-Unis : 4 décembre 1987
  - Allemagne de l'Ouest : février 1988 (Festival international du film de Berlin)
  - Espagne : 21 juillet 1988 (Barcelone) / 26 août 1988 (Madrid)
  - France : 9 novembre 1988
- Classification : USA : R

## Distribution
- Ed Harris : William Walker
- Richard Masur : Ephraim Squier
- René Assa : Docteur
- Rene Auberjonois : Major Siegfried Hennington
- Keith Szarabajka : Timothy Crocker
- Sy Richardson : Capitaine Hornsby
- Xander Berkeley : Byron Cole
- John Diehl : Stebbins
- Peter Boyle : Cornelius Vanderbilt
- Marlee Matlin : Ellen Martin
- Alfonso Arau : Raousset
- Richard Edson : Turley
- Milton Selzer : Juge
- Norbert Weisser : Prange

## Autour du film
- Le film est inspiré assez librement de l'épopée du personnage principal, et prend de fortes libertés d'anachronisme : un hélicoptère intervient du milieu de nulle part, vers la fin du film ; certains modèles de voiture sont volontairement largement postérieurs[réf. souhaitée]
- Derrière cet épisode emblématique, c'est la manie des américains du Nord de vouloir diriger l'histoire du monde qui est décrite[réf. souhaitée]
- L'actrice qui joue la fiancée de Walker, Ellen, est effectivement sourde, comme le personnage qu'elle incarne.

## Récompenses et distinctions
- Nommé à la Berlinale de 1988 en vue de l’ours d'or en faveur d'Alex Cox.